# سعید اسدی
سعید اسدی (زاده ۱۰ خرداد ۱۳۳۲) کارگردان، نویسنده، تهیه‌کننده و هنرپیشه ایرانی است. وی فارغ‌التحصیل سینما از آمریکا در سال ۱۳۵۸ است.

## کارگردان
- خیابان بیست و چهارم (۱۳۸۷)
- فرود در غربت (۱۳۸۷)
- تلافی (۱۳۸۶)
- مهمان (۱۳۸۵)
- آواز قو (۱۳۷۹)
- سیب سرخ حوا (۱۳۷۷)
- عشق گمشده (۱۳۷۵)
- نیلا زنده است (۱۳۹۱)
- آقای هنرپیشه

## نویسنده
- خیابان بیست و چهارم (۱۳۸۷)
- فرود در غربت (۱۳۸۷)
- آواز قو (۱۳۷۹)

## طرح اولیه داستان از
- آواز قو (۱۳۷۹)

## تهیه‌کننده
- تنها در چند دقیقه سکوت (۱۳۹۳)
- خیابان بیست و چهارم (۱۳۸۷)
- عشق گمشده (۱۳۶۸) - بهترین فیلم در هفتمین دوره جشنواره بین‌المللی فیلم پیونگ‌یانگ[۳]
- سراب (۱۳۶۵)

## بازیگر
- شاخه گلی برای عروس (۱۳۸۳)
- تیک (۱۳۸۰)
- سراب (۱۳۶۵)